# 图赖讷地区库尔塞勒
图赖讷地区库尔塞勒（法語：Courcelles-de-Touraine，法語：[kuʁsɛl də tuʁɛn] ⓘ）是法国安德尔-卢瓦尔省的一个市镇，位于该省西北部，属于图尔区。该市镇总面积25.71平方公里，2009年时的人口为462人。

## 人口
图赖讷地区库尔塞勒人口变化图示